# Mariano Santos Álvarez Villegas
Mariano Santos Álvarez de Villegas, (Lima, 11 de noviembre de 1823 - ib. 30 de mayo de 1893) fue un magistrado, diplomático y político peruano. Fue ministro de Justicia (1863-1864); ministro de Relaciones Exteriores bajo ocupación chilena (1882); ministro de Hacienda y Presidente del Consejo de Ministros (1887). Partidario del presidente Andrés Avelino Cáceres.

## Biografía
Hijo de Mariano Alejo Álvarez, precursor ideológico de la independencia del Perú, y de Manuela de Villegas. Estudió Jurisprudencia en el Convictorio de San Carlos y se graduó de abogado, inscribiéndose en el Colegio de Abogados de Lima en 1843.
En su juventud, fue uno de los socios fundadores del Club Nacional el 19 de octubre de 1855.   
Por recomendación del general José Rufino Echenique, el presidente Juan Antonio Pezet lo nombró ministro de Justicia de su primer gabinete, cargo que ocupó de 5 de agosto de 1863 a 11 de agosto de 1864. Pero se mostró en desacuerdo con la política apaciguadora seguida por el gobierno ante la agresión de la Escuadra Española del Pacífico y tras abandonar el gabinete apoyó la revolución nacionalista que encabezó el coronel Mariano Ignacio Prado.
Fue acreditado en Venezuela como ministro plenipotenciario y negoció la adhesión de dicho país a la Cuádruple Alianza del Pacífico contra España. De retornó a su patria, se consagró al ejercicio de su profesión.  En 1869 fue elegido vocal de la Corte Superior de Lima.
Al estallar la guerra con Chile regresó al servicio público, como secretario del presidente Mariano Ignacio Prado, a quien acompañó a Arica cuando asumió como Director de Guerra. Tras el derrocamiento de Prado, se negó a colaborar con el nuevo gobierno que encabezó Nicolás de Piérola.
Ocupada Lima por los chilenos, se instaló un nuevo gobierno nacional encabezado por el doctor Francisco García Calderón. Cuando éste mandatario fue hecho prisionero y deportado, Álvarez abandonó Lima.  Luego colaboró con el gobierno de Lizardo Montero instalado en Cajamarca y luego en Huaraz, ejerciendo como ministro de Relaciones Exteriores. En tal calidad, estuvo al frente de las negociaciones con los chilenos para la firma de una tregua.
El 24 de febrero de 1882 suscribió una circular contra la interferencia de Piérola en la unificación política del país. Apresado por los chilenos en Casma, fue trasladado a Lima, donde se negó a pagar el cupo que le impusieron las autoridades chilenas de ocupación. El 20 de octubre de 1882 fue desterrado a Chile, siendo confinado en Chillán.
Tras la firma del Tratado de Ancón fue autorizado a volver al Perú. El 14 de noviembre de 1883 arribó al Callao, pero poco después fue nuevamente desterrado, esta vez por orden del gobierno del general Miguel Iglesias. Marchó entonces a la Argentina.
Tras el triunfo de la revolución de Andrés A. Cáceres y la caída de Iglesias, retornó una vez más al Perú (1885). Fue elegido vocal de la Corte Suprema de Justicia en 1886. 
Durante el primer gobierno de Cáceres, fue nombrado presidente del Consejo de Ministros y ministro de Hacienda, pero no llegó al mes en el cargo (del 22 de agosto a 6 de septiembre de 1887), pues renunció por motivo de salud. Sin embargo, surgió el rumor de que la verdadera razón de su renuncia fue su discrepancia con el presidente, sumado al hecho de hallar la hacienda pública en calamitoso estado, ante lo cual se sintió impotente.
Falleció en Lima, en 1893, siendo vocal supremo, víctima de encefalitis.